# Црква рођења пресвете Богородице у Добоју
Спомен-храм Рођења Пресвете Богородице православни је храм који припада Епархији зворничко-тузланској Српске православне цркве (СПЦ). Налази се у Добоју, у Републици Српској, Босна и Херцеговина. Градња храма почела је 2001. године. Димензија храма 46 х 30,5 метара, земљиште на којем је подигнут храм даровала је Скупштина општине Добој.

## Историја
Темеље храма освештао је 13. октобра 2001. године епископ зворничко-тузлански Василије. Архитектуру пројеката према којем је храм подигнут израдио је пројектни биро „Датапројект” из Бање Луке. Године 2002. купљена су 4 звона за храм Рођења Пресвете Богородице. Највеће звоно је имало масу од 2500 kg, друго од 1200 kg, треће од 700 kg и четврто од 500 kg. На празник Рођења Пресвете Богородице 2004. године епископ зворничко-тузлански Василије освештао је крст на звонику и четири нова звона. Звоник је висок 42 метра. Градња храма завршена је 2010. године, а освештао га је уочи празника Рођења Пресвете Богородице те године епископ зворничко-тузлански Василије Качавенда, уз саслужење: митрополита митилинског Јакова, епископа осијечко-пољског и барањског Лукијана и епископа моравичког Антонија.

### Унутрашњост храма
Током маја 2014. године град Добој је задесила природна катастрофа; ријека Босна излила из свог корита и поплавила централно градско подручје. Високи водени талас поплавио је чак и друге спратове стамбених зграда. У овој природној катастрофи 15. маја поплављен је и храм. Вода у храму достигла је ниво од 2,5 метра. Том приликом уништен је сав дрвени инвентар у храму, као и парохијска канцеларија и црквена сувенирница. Након поплаве извршена је санација храма, а тренутно се ради живопис цркве.

### Мошти
Поводом освештања храма митрополит митилински Јаков донио је поклоњења ради честицу моштију Светог новомученика Рафаила Митилинског. Као знак сјећања на боравак његових часних моштију и на духовну радост вјерника града Добоја и Епархије зворничко-тузланске митрополит спомен-храму је даровао икону Светог Рафаила Митилинског.